# Historia de la Deuda Pública de Estados Unidos

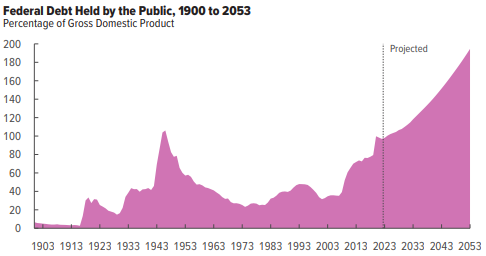
El importe de la deuda pública estadounidense, medido en comparación con el PIB desde 1900 hasta 2020, proyectado hasta 2050.

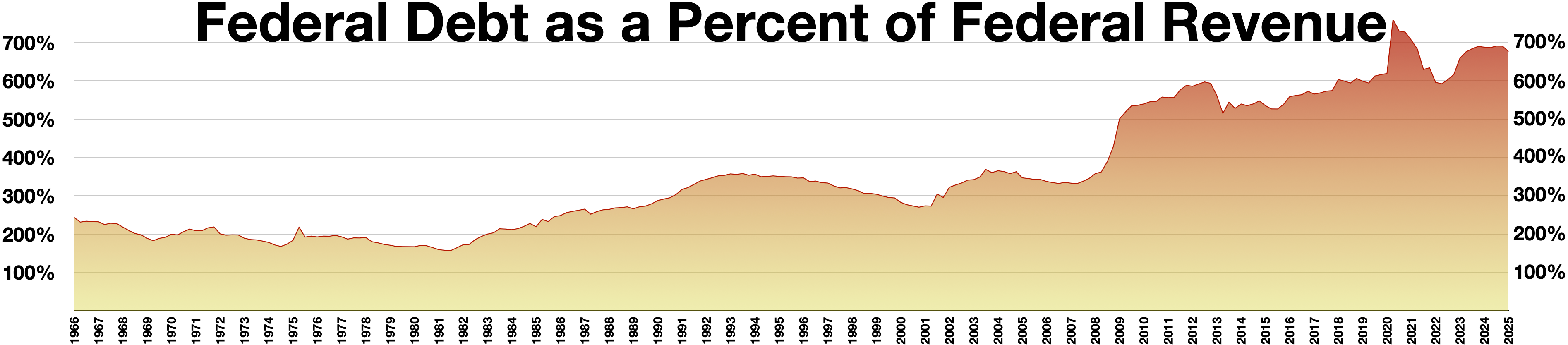
Deuda federal frente a ingresos fiscales

La Historia de la Deuda Pública de los Estados Unidos comenzó con la deuda del gobierno federal contraída durante la Guerra de Independencia de los Estados Unidos. Desde entonces, los Estados Unidos han tenido continuamente una deuda pública fluctuante, a excepción de aproximadamente un año durante 1835-1836. Para permitir comparaciones a lo largo de los años, la deuda pública a menudo se expresa como una proporción del Producto Interno Bruto (PIB). Históricamente, la deuda pública de Estados Unidos como porcentaje del PIB ha aumentado durante las guerras y las recesiones, y posteriormente ha disminuido.
La deuda pública de Estados Unidos como porcentaje del PIB alcanzó su nivel más alto durante el primer mandato presidencial de Harry S. Truman (1945-1949), durante y después de la Segunda Guerra Mundial. La deuda pública como porcentaje del PIB cayó rápidamente en el período posterior a la Segunda Guerra Mundial y alcanzó un mínimo en 1973 bajo el presidente Richard Nixon.
Desde 1973, la deuda como porcentaje del PIB ha aumentado constantemente, excepto durante los mandatos de los presidentes Jimmy Carter y Bill Clinton. Durante la década de 1980, la deuda pública aumentó, cuando el presidente Ronald Reagan redujo las tasas impositivas y aumentó el gasto militar y, durante la década de 1990, cayó debido a la disminución del gasto militar, el aumento de impuestos y el auge de la década de 1990.
Desde la Crisis Financiera de 2007-2008 y las consiguientes importantes caídas de los ingresos tributarios y aumentos del gasto, la deuda pública aumentó marcadamente. Durante la Pandemia de COVID-19 (2019-2021), el aumento de la deuda pública de los EE. UU. ha cobrado un nuevo impulso, debido a las medidas de emergencia para sostener la economía durante la retracción económica a gran escala en la mayoría de las industrias con un alto desempleo concomitante.

## Historia temprana

### Década de 1790
Desde el 4 de marzo de 1789, cuando entró en vigor la Constitución de los Estados Unidos, excepto aproximadamente un año entre 1835 y 1836, Estados Unidos ha tenido continuamente una deuda pública fluctuante. Durante la Revolución de las Trece Colonias, el Congreso Continental, en virtud de los Artículos de la Confederación, acumuló enormes cantidades de deudas de guerra, pero carecía del poder para pagar estas obligaciones mediante impuestos o derechos sobre las importaciones.
Cuando se fundaron los Estados Unidos, los asuntos financieros de la nueva federación estaban en desorden, exacerbados por una crisis económica en los centros comerciales urbanos. En 1790, el Secretario del Tesoro, Alexander Hamilton, presionó para que el Congreso aprobara un plan financiero, llamado Primer Informe sobre el Crédito Público,
Una parte controvertida de este plan era que el gobierno federal asumiera las deudas estatales (deudas de las trece colonias) contraídas durante la Guerra de la Independencia. Los estados del norte habían acumulado una enorme cantidad de deuda durante la guerra, que ascendía a 21,5 millones de dólares, y querían que el gobierno federal asumiera su carga.
Por otro lado, los estados del sur, que tenían deudas menores o nulas, cuyos ciudadanos pagarían efectivamente una parte de esta deuda si el gobierno federal la asumiera, no estaban dispuestos a aceptar la propuesta. Algunos estados, incluido Virginia, ya habían pagado casi la mitad de sus deudas y sintieron que sus contribuyentes no deberían ser evaluados nuevamente para rescatar a los menos previsores, y argumentaron además que el plan estaba más allá del poder constitucional del nuevo gobierno.
James Madison, entonces representante de Virginia, con el apoyo de Thomas Jefferson, encabezó un grupo de legisladores del Sur para bloquear la disposición e impedir que el plan obtuviera aprobación. El plan fue finalmente adoptado como parte del Compromiso de 1790, como el Funding Act of 1790. El compromiso significó que todas las deudas estatales serían asumidas por el Tesoro federal y que la capital nacional permanente estaría ubicada en el sur, a lo largo de la frontera entre Virginia y Maryland en lo que se convirtió en el Distrito de Columbia.

### El problema de las suposiciones
Hamilton propuso que el Tesoro federal se hiciera cargo y saldara toda la deuda en que habían contraído los estados para pagar la Guerra de Independencia por su valor nominal. El Tesoro emitiría bonos que los ricos comprarían, dando así a los ricos una participación tangible en el éxito del gobierno nacional. Hamilton propuso pagar los nuevos bonos con los ingresos de un nuevo arancel a las importaciones.
Jefferson originalmente aprobó el plan, pero Madison propuso pagar por debajo del valor nominal, porque los títulos de deuda se negociaban por debajo de su valor nominal, y el pago al valor nominal enriquecería demasiado a los compradores de dichos títulos.
Cuando Jefferson asumió la presidencia, se adoptó el pago a su valor nominal, tal y como propuso Hamilton. Esta solución dio a los futuros acreedores una mayor confianza en la capacidad de pago del gobierno estadounidense y Hamilton logró incorporar a muchos de los tenedores de bonos a su nuevo Partido Federalista. El buen crédito permitió que Albert Gallatin, Secretario del Tesoro de Jefferson, obtener, en 1803, un préstamo en Europa para financiar la Compra de Luisiana, así como pedir prestado para financiar la Guerra anglo-estadounidense (1812-1815).
Los estados del Sur obtuvieron una importante concesión de Hamilton en el nuevo cálculo de su deuda en el marco del plan fiscal. Por ejemplo, en el caso de Virginia, se ideó un acuerdo de suma cero, en el que Virginia pagó 3,4 millones de dólares al gobierno federal y recibió exactamente esa cantidad en compensación federal. La revisión de la deuda de Virginia, junto con la decisión de establecer la capital de Estados Unidos en el Distrito de Columbia, finalmente le reportó más de $ 13 millones.
Otro resultado de la asunción federal de las deudas estatales fue darle al gobierno federal mucho más poder al colocar la obligación financiera más grave del país en manos del gobierno federal en lugar de en los gobiernos estatales. El gobierno federal pudo evitar competir en intereses con los estados.
El 1 de enero de 1791, las deudas del gobierno federal al ascendían a $75.463.476,52, de los cuales unos $40 millones eran deuda interna, $12 millones eran deuda externa y $18,3 millones eran deudas estatales asumidas por el gobierno federal, de los $21,5 millones que se habían autorizado.

### Década de 1790 a 1834
Para reducir la deuda, de 1796 a 1811 hubo 14 superávits presupuestarios y 2 déficits. Sin embargo, a partir de 1812, como consecuencia de la Guerra anglo-estadounidense (1812-1815), la deuda aumentó considerablemente. En los 20 años que siguieron a la guerra, hubo 18 superávits.

### Periodo de deuda cero
El 8 de enero de 1835, el presidente Andrew Jackson declaró que había pagado toda la deuda nacional, la única vez en la historia de Estados Unidos que se ha logrado. Sin embargo, llegó el pánico de 1837, en el que el gobierno tuvo que volver a pedir dinero prestado.
Para hacerlo, Jackson aprovechó una enorme burbuja inmobiliaria resultado de la expansión agrícola en el oeste de Estados Unidos, que hizo posible que el gobierno vendiera muchas tierras públicas a buen precio.
Jackson, también fue despiadado con el presupuesto y bloqueó todos los proyectos de ley de gastos que pudo, como, por ejemplo, programas para construir carreteras nacionales.

### 1836 a 1910
En 1836 la deuda comenzó de nuevo (la deuda el 1 de enero de 1836 era de 37.000 dólares).
Como consecuencia de la Guerra de Secesión (1861-1865), se produjo otro fuerte aumento de la deuda. En 1860, la deuda era de sólo 65 millones de dólares, pero, en 1863, superó los 1.000 millones de dólares y, al final de la guerra, alcanzó los 2.700 millones de dólares. Durante los siguientes 47 años, hubo 36 superávits y 11 déficits. Durante este período se saldó el 55% de la deuda nacional.

## Primera Guerra Mundial y Gran Depresión
A partir de 1914, la deuda volvió a aumentar durante la Primera Guerra Mundial (1914-1918), alcanzando 25.500 millones de dólares en 1918. Se recaudaron aproximadamente 17 mil millones de dólares en deuda mediante la venta de los "Liberty bonds" al público en general para financiar el esfuerzo militar de Estados Unidos. A la guerra le siguieron 11 superávits consecutivos que redujeron la deuda en un 36% a finales de la década de 1920.
En 1920, Warren G. Harding fue elegido presidente. Él creía que el gobierno federal debería gestionarse fiscalmente de forma similar a las empresas del sector privado. Había hecho campaña en 1920 con el lema "Menos gobierno en las empresas y más empresas en el gobierno". Bajo Harding, el gasto federal disminuyó de 6.300 millones de dólares en 1920 a 5.000 millones de dólares en 1921 y 3.300 millones de dólares en 1922. En el transcurso de la década de 1920, bajo el liderazgo de Calvin Coolidge, que fue presidente entre 1923 y 1929, la deuda nacional se redujo en un tercio. La disminución fue aún mayor si se tiene en cuenta el crecimiento del PIB y la inflación.
Em 1930, la deuda pública era de 15.050 millones de dólares (~211.000 millones de dólares en 2022) o el 16,5% del PIB. En 1933, cuando Franklin D. Roosevelt asumió el cargo, la deuda pública era de casi 20.000 millones de dólares, (~361.000 millones de dólares en 2022) 20% del PIB.
Durante la Gran Depresión, la disminución de los ingresos fiscales y el gasto en programas sociales aumentaron la deuda y, en 1936, la deuda pública había aumentado a 33.700 millones de dólares (~562.000 millones de dólares en 2022), aproximadamente el 40% del PIB. La administración Roosevelt, durante su primer mandato (1933-1937), tuvo grandes déficits anuales de entre el 2 y el 5% del PIB. En 1939, la deuda pública había aumentado a 39.650 millones de dólares (~658.000 millones de dólares en 2022) o el 43% del PIB.
La preparación y participación en la Segunda Guerra Mundial durante las presidencias de FD Roosevelt y Harry S. Truman provocaron el mayor aumento de la deuda pública. En 1945, al finalizar la guerra, la deuda pública era de 251.430 millones de dólares o el 112% del PIB y, en 1950, de 260.000 millones de dólares.

## Después de la Segunda Guerra Mundial
Después del final de la Segunda Guerra Mundial, bajo la presidencia de Harry S. Truman, la deuda pública como porcentaje del PIB cayó rápidamente, mientras Estados Unidos y el resto del mundo experimentaban la expansión económica de posguerra. A diferencia de guerras anteriores, la Guerra de Corea (1950-1953) se financió en gran medida con impuestos y no provocó un aumento de la deuda pública.
Sin embargo, a finales de los años sesenta, las tasas de crecimiento en los países occidentales comenzaron a desacelerarse y, a partir de mediados de la década de 1970, y después, la deuda nacional estadounidense comenzó a aumentar más rápido que el PIB.
En 1974, la deuda pública en relación con el PIB alcanzó un mínimo posterior a la Segunda Guerra Mundial del 24,6%. En ese año, se publicó una "Ley de Control de Incautaciones y Presupuesto del Congreso", que reformó el proceso presupuestario para dar al Congreso mayores poderes para decidir sobre el presupuesto y, como consecuencia, los déficits se volvieron cada vez más difíciles de controlar. En 1980, la deuda nacional en poder del público alcanzó el 26,2% del PIB.
En los años ochenta, la deuda pública en relación con el PIB volvió a aumentar rápidamente. Las políticas económicas del presidente Ronald Reagan redujeron las tasas impositivas (Reagan redujo la tasa impositiva máxima sobre la renta del 70% al 28%, aunque los proyectos de ley aprobados en 1982 y 1984 revirtieron posteriormente parcialmente esos recortes impositivos). y aumentaron el gasto militar , mientras que los demócratas del Congreso bloquearon los recortes a los programas sociales. Como resultado, en 1988, la deuda como porcentaje del PIB alcanzó el 40,9%, y continuó aumentando durante la presidencia de George H. W. Bush, alcanzando, en 1992, el 48,3% del PIB.
Al comienzo del primer mandato (1993-1997) del presidente Bill Clinton, la deuda pública alcanzó un máximo del 49,5% del PIB. Sin embargo, cayó al 34,5% del PIB al final de la presidencia de Clinton (2001) debido, en parte, a la disminución del gasto militar, el aumento de los impuestos (en 1990, 1993 y 1997) y el aumento de los ingresos fiscales resultantes del auge de los años noventa.
Los controles presupuestarios instituidos en la década de 1990 restringieron con éxito la acción fiscal del Congreso y del Presidente y, junto con el crecimiento económico, contribuyeron a los superávits presupuestarios al final de la década. Los superávits provocaron una disminución de la deuda pública de aproximadamente el 43 por ciento del PIB, en 1998, a aproximadamente el 33 por ciento, en 2001.
A principios del siglo XXI, la deuda pública en relación con el PIB volvió a aumentar debido en parte a los recortes de impuestos de Bush y al aumento del gasto militar causado por las guerras en el Medio Oriente y un nuevo programa de prestaciones Medicare D. Durante la presidencia de George W. Bush, la deuda en poder del público aumentó de 3.339 billones de dólares, en septiembre de 2001, a 6.369 billones de dólares, a finales de 2008.
Después de la crisis financiera mundial de 2007-2008 y otras relacionadas, tras importantes caídas de ingresos y aumentos de gastos, la deuda en poder del público aumentó a 11.917 billones de dólares, a finales de julio de 2013, bajo la presidencia de Barack Obama.

### Rebaja de la calificación crediticia en 2011
El 5 de agosto de 2011, tras la crisis del techo de deuda de Estados Unidos de 2011, la agencia de calificación crediticia Standard & Poor's rebajó la calificación del gobierno federal estadounidense de AAA a AA+. Era la primera vez que Estados Unidos había sido rebajado desde que Moody's le dio originalmente una calificación AAA a su deuda en 1917. BBC News informó que Standard & Poor's había "perdido confianza" en la capacidad del gobierno estadounidense para hacer decisiones.

## Evolución de la deuda por afiliación política

Serie temporal de la deuda pública estadounidense superpuesta con la afiliación partidista del presidente. El gráfico superior muestra la deuda pública estadounidense en billones de dólares, mientras que el gráfico inferior muestra la deuda pública estadounidense como porcentaje del PIB. (Los datos proceden del presupuesto estadounidense de 2009).

El Presidente propone un presupuesto nacional al Congreso, que tiene la última palabra sobre el documento, pero rara vez asigna más de lo que solicita el Presidente.
El historiador económico James Bradford DeLong, observó un contraste no tanto entre republicanos y demócratas sino entre demócratas y "republicanos al viejo estilo (Eisenhower y Richard Nixon)" por un lado (deuda decreciente) y "republicanos del nuevo estilo" por el otro (aumento de la deuda).
David Stockman, ex director de la Oficina de Administración y Presupuesto, culpó a los "recortadores de impuestos ideológicos" de la administración Reagan por el aumento de la deuda nacional durante la década de 1980.
Bruce Bartlett, un exfuncionario del Departamento del Tesoro, atribuyó el aumento de la deuda nacional desde los años 1980 a la política de "matar de hambre a la bestia". Si bien señaló que el acuerdo presupuestario de George H. W. Bush en 1990 fue una de las razones para mejorar la situación fiscal en la década de 1990, Bartlett fue muy crítico con George W. Bush por crear déficits presupuestarios mediante la reducción de las tasas impositivas y aumento del gasto a principios de la década de 2000.

## Causas de los cambios recientes en la deuda
La deuda pública es el resultado acumulativo de los déficits presupuestarios; es decir, el gasto público supera los ingresos.

### 2001 vs 2009
Según el Congressional Budget Office (Oficina de Presupuesto del Congreso), fue durante el año fiscal 2001, que los Estados Unidos tuvieron, por última vez, un superávit presupuestario, aunque la deuda nacional aún aumentó.
Entre los ejercicios fiscales de 2001 a 2009, el gasto aumentó un 6,5 por ciento del producto interno bruto (del 18,2 por ciento al 24,7 por ciento), mientras que los impuestos disminuyeron un 4,7 por ciento del PIB (del 19,5 por ciento al 14,8 por ciento). Los aumentos del gasto (expresados como porcentaje del PIB) se produjeron en las siguientes áreas: Medicare y Medicaid (1,7%), defensa (1,6%), seguridad de ingresos como seguro de desempleo y cupones de alimentos (1,4%), Seguridad Social (0,6%) y todas las demás categorías (1,2%). Las reducciones de ingresos fueron los impuestos sobre la renta de las personas físicas (−3,3%), los impuestos sobre las nóminas (−0,5%), los impuestos sobre la renta de las empresas (−0,5%) y otros (−0,4%).
En 2009, el nivel de gasto fue el más alto en relación con el PIB en 40 años, mientras que los ingresos tributarios fueron los más bajos en relación con el PIB en 40 años. 1985, fue el siguiente año con mayor gasto (22,8%), mientras que 2004, fue el siguiente año fiscal con menor gasto (16,1%).

### 2001 vs 2011
En junio de 2012, la Oficina de Presupuesto del Congreso (OPC) resumió la causa del cambio entre su estimación de enero de 2001 de un superávit acumulado de 5,6 trillones de dólares entre 2002 y 2011 y el déficit acumulado real de 6,1 trillones de dólares que se produjo, un "cambio" desfavorable o aumento de la deuda de 11,7 billones de dólares.
Los recortes de las tasas impositivas y el crecimiento más lento de lo esperado redujeron los ingresos en 6,1 trillones de dólares y el gasto fue 5,6 trillones de dólares mayor. De este total, la OPC atribuye el 72% a recortes de tasas impositivas y aumentos del gasto legislados y el 27% a factores económicos y técnicos. De estos últimos, el 56% ocurrió entre 2009 y 2011.
La diferencia entre la deuda proyectada y la real en 2011, según la oficina de presupuesto, podría atribuirse en gran medida a:
- 3,5 trillones de dólares: cambios económicos (incluidos ingresos fiscales inferiores a los esperados y un mayor gasto en redes de seguridad debido a la recesión);
- 1,6 trillones de dólares: recortes de impuestos de Bush (EGTRRA y JGTRRA), principalmente recortes de tipos impositivos, pero también algunos aumentos menores del gasto;
- 1,5 trillones de dólares: aumento del gasto discrecional no relacionado con la defensa;
- 1,4 trillones de dólares – Guerras en Afganistán e Irak;
- 1,4 trillones de dólares: intereses incrementales debido a mayores saldos de deuda;
- 0,9 trillones de dólares – Estímulo de Obama y recortes de impuestos (ARRA y Ley de Impuestos de 2010)[40].

En 2001, la OPC pronosticó superávits anuales promedio de aproximadamente 850 mil millones de dólares entre 2009 y 2012, sin embargo, en junio de 2009, el déficit promedio previsto en cada uno de esos años era de aproximadamente 1.215 mil millones de dólares (y ~1,62 trillones de dólares en 2022). El New York Times analizó este "oscilación" de aproximadamente 2 trillones de dólares, separando las causas en cuatro categorías principales junto con su participación:
- Recesiones o ciclo económico (37%);
- Políticas promulgadas por el presidente Bush (33%);
- Políticas promulgadas por el presidente Bush y apoyadas o ampliadas por el presidente Obama (20%); y
- Nuevas políticas del presidente Obama (10%).

Varios otros artículos y expertos explicaron las causas del cambio en la situación de la deuda.

### 2008 vs. 2009
En octubre de 2009, el Congressional Budget Office (Oficina Presupuestaria del Congreso - OPC) explicó las razones del mayor déficit presupuestario de 2009 (1.410 mil millones de dólares, es decir 1,41 trillones de dólares) respecto al de 2008 (460 mil millones de dólares). Los principales cambios incluyeron: disminuciones en la recaudación fiscal en 320 mil millones de dólares debido a los efectos de la recesión (Crisis financiera de 2007-2008) y otros 100 mil millones de dólares debido a recortes de tasas impositivas en el American Recovery and Reinvestment Act of 2009; 245 mil millones de dólares para el Troubled Asset Relief Program (Programa de Alivio de Activos Problemáticos - PAAP) y otros esfuerzos de rescate; $100 mil millones en gastos adicionales para el PAAP; y otros 185 mil millones de dólares debido a aumentos en categorías presupuestarias primarias como Medicare, Medicaid, seguro de desempleo, Seguridad Social y Defensa, incluido el esfuerzo bélico en Afganistán e Irak. Este fue el déficit presupuestario más alto en relación con el PIB (9,9%) desde 1945. De este modo, durante el año fiscal 2009, la deuda nacional aumentó en 1,9 trillones de dólares, frente al aumento de 1,0 trillón de dólares durante 2008.
La administración Obama también realizó cuatro cambios contables importantes para informar con mayor precisión el gasto total del gobierno federal. Los cuatro cambios fueron:
1. Contabilizar las guerras en Irak y Afganistán ("contingencias militares en el extranjero") en el presupuesto, en lugar de mediante asignaciones suplementarias;
2. Consideró que la Alternative Minimum Tax (impuesto adicional sobre la renta regular para determinadas personas, patrimonios y fideicomisos) estaba indexada a la inflación;
3. Contabilizar los costos totales de los reembolsos de Medicare;
4. Anticipar los gastos inevitables para la ayuda en caso de desastres naturales.

Los funcionarios de la administración Obama predijeron que estos cambios harán que la deuda en diez años parezca 2,7 trillones de dólares más grande de lo que parecería de otra manera.